# 大倉本澄
大倉 本澄（おおくら もとずみ、もとすみ、1867年3月29日〈慶応3年2月24日〉 - 1940年〈昭和15年〉6月19日）は、日本の英米文学者、英語教育者、翻訳家、聖職者。教育者として東京英語専修学校（立教大学の前身校の一つ）を創設したほか、旧制第六高等学校（現・岡山大学）教授や旧制甲南高等学校（現・甲南大学及び甲南中学校・高等学校）教授を歴任。英文学者や翻訳家としてシェイクスピア劇の講義に加え、イギリス公使の翻訳官を務めた。また、ハーバード大学で外国人初の舎監となり、日本聖公会の聖職者としても伝道に従事した。号は折鵬、竹隠。

## 人物・経歴
1867年3月29日〈慶應3年2月24日〉、備前国岡山に生まれる。
大阪・英和学舎（現・立教大学）を経て、立教大学校（現・立教大学）に入学。
卒業後、日本鉄道会社に入社し、外事課に務める。その傍ら、在学中に興味を持った英文学の翻訳を行い、1892年（明治25年）12月に『ジュリアス・シーザー講義』を刊行し、1893年（明治26年）2月に『ワシントン・アービング・スケッチブック註釋』を著す。この時、立教大学校元教授で、大倉が教えを受けた工藤精一（札幌農学校演武場（現・札幌市時計台）の時計運用の開始者）が校閲を担った。
また1892年（明治25年）には、堺聖テモテ教会に伝道師として着任した。
その後、職を辞すると、米国聖公会主教のジョン・マキムの秘書を務め、さらにイギリス公使を務めたジェームズ・ホワイトヘッド（駐日イギリス臨時代理公使、駐日イギリス公使館書記官）
の翻訳官兼秘書を歴任する。
1897年（明治30年）9月、東京神田錦町にアーサー・ロイド（立教学院総理）など外国人教師11名を擁して、東京英語専修学校（東京英語学校や神田英語専修学校とも呼ばれた立教大学の前身の一校）を創設。生徒数は約500名を擁した。
1902年（明治35年）、上田萬年（東京大学名誉教授、國學院大學学長）の推薦から、郷里の旧制第六高等学校（現・岡山大学）に赴任する。
1914年（大正3年）、文部省の命により米国へ留学し、ハーバード大学大学院に入学する。そこで衆望を集めて、外国人として初めて舎監となった。米国には6年滞在した。
日本に帰国後、再び旧制第六高等学校の教授として講じたのち、旧制甲南高等学校（現・甲南大学及び甲南中学校・高等学校）に務めた。同校退職後は萬國基督教五一會（万国基督教五一会）を設立して、伝道活動に従事した。
趣味は多彩で、絵画や喜多流謡曲のほか、上村売剣（上村才六）の聲教社に加わり、漢詩を創作した。また、志田義秀（俳号：素琴、東洋大学教授）や、佐々木邦（慶應義塾大学教授、立教大学総長の佐々木順三の兄）らと俳句、川柳を嗜んだ。

## 主な著作
- 『ジュリアス・シーザル講義』大倉本澄講述 開新堂,1892.12
- 『ワシントンアービングスケッチブック註釈（第1巻）』大倉本澄註釈,工藤精一閲 開新堂書店,1893
- 『ワシントンアービングスケッチブック註釈（第2巻）』大倉本澄訳注,工藤精一閲 開新堂書店,1895.11.3